# Larnagol
Larnagol is een gemeente in het Franse departement Lot (regio Occitanie) en telt 157 inwoners (1999). De plaats maakt deel uit van het arrondissement Figeac.

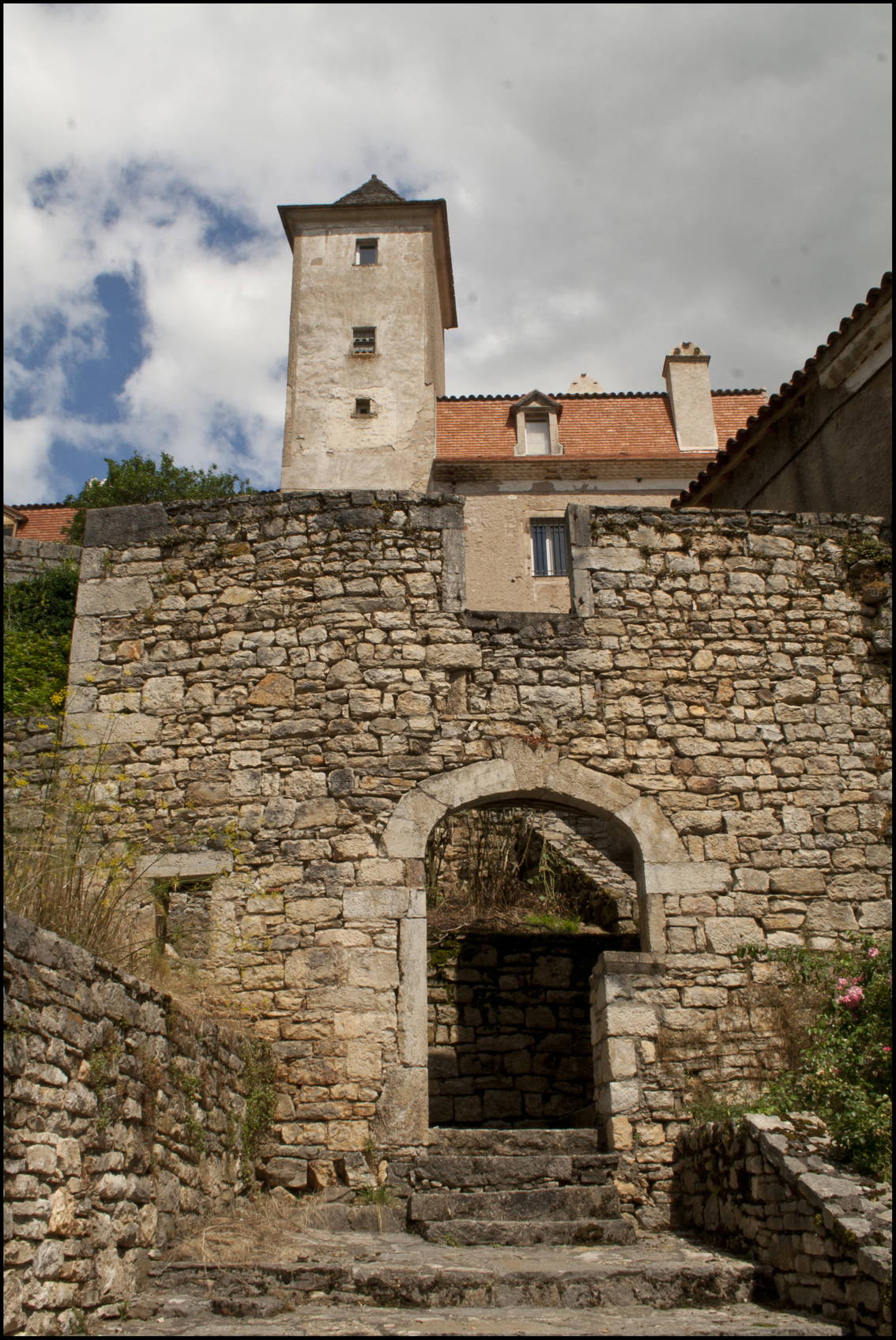
Kasteel van Larnagol
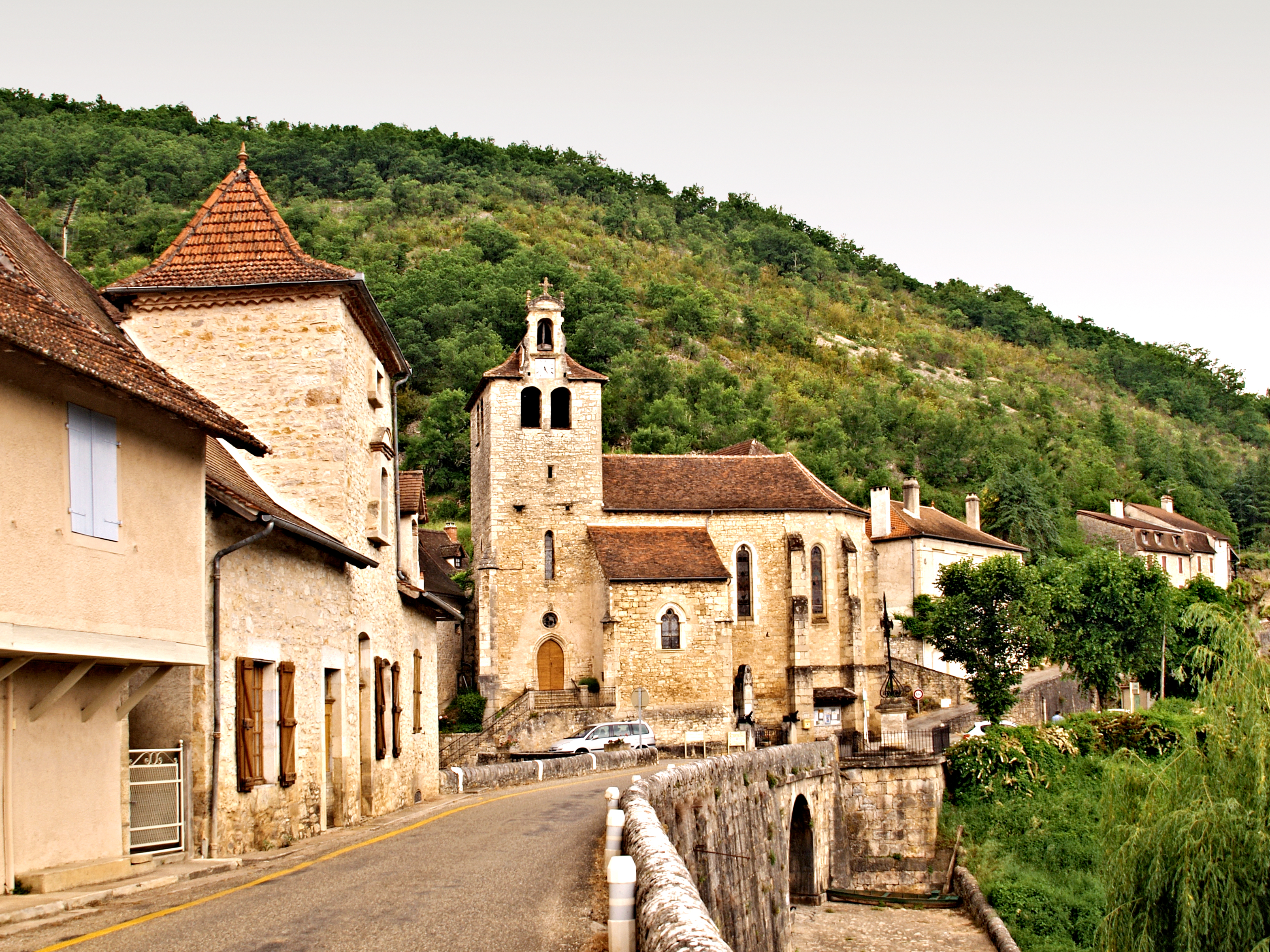
Larnagol

## Geografie
De oppervlakte van Larnagol bedraagt 22,7 km², de bevolkingsdichtheid is 6,9 inwoners per km².

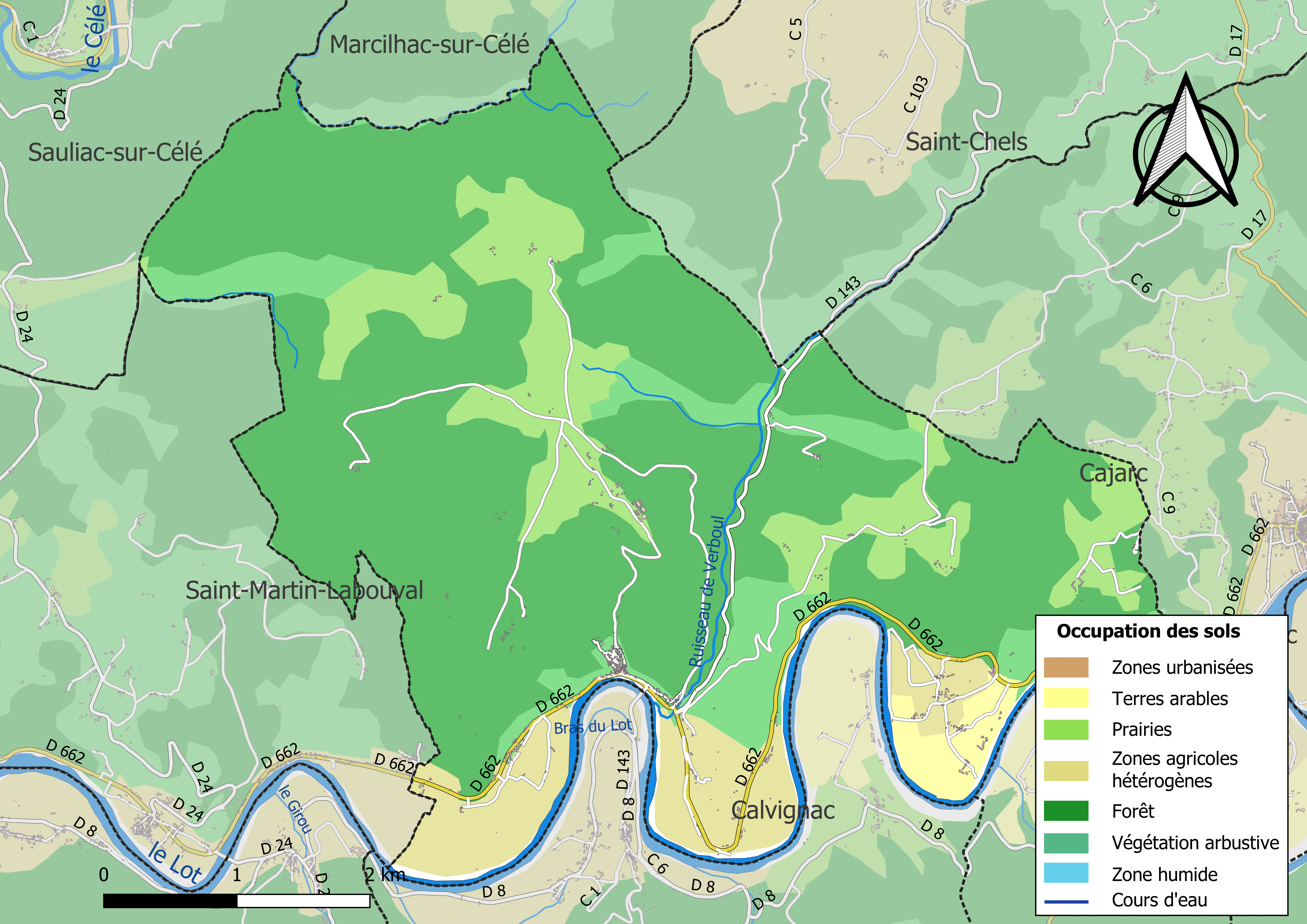
Kaart van de gemeente met de belangrijkste infrastructuur, bodemgebruik en omliggende gemeenten

## Demografie
Onderstaande figuur toont het verloop van het inwonertal (bron: INSEE-tellingen).